# Январь 2023 года

Список событий января 2023 года.

## События
- 1 января
  - Несколько человек погибли и получили ранения в результате взрыва около военного аэродрома Кабула[1].
  - Хорватия стала 20-м членом зоны евро и вошла в Шенгенскую зону[2].
  - В Белграде ночной клуб Freestyler затонул в новогоднюю ночь[3].
  - Минимальные розничные цены на водку, коньяк и бренди в РФ повышаются с 1 января 2023 года[4].
  - ФССП: число граждан России, которые из-за долгов не могут совершить выезд за границу, достигло 8 миллионов человек[5].

- 2 января
  - Защитник клуба «Кливленд Кавальерс» Донован Митчелл стал седьмым игроком в истории НБА (третьим в XXI веке), набравшим за матч 70 очков[6].
  - Высший административный суд Турции одобрил выход страны из Стамбульской конвенции по защите прав женщин[7].
  - Израиль нанёс авиаудар по аэропорту Дамаска в Сирии, в результате чего 6 человек погибли, ещё 3 получили ранения[8].
  - Новый президент Бразилии Луис Инасиу Лула да Силва отменил приватизацию крупных госкомпаний, объявленную его предшественником Жаиром Болсонару[9].
  - Арбитражный суд Санкт-Петербурга арестовал активы немецкой компании Linde на сумму 35 миллиардов рублей[10].

- 3 января
  - Англичанин Майкл Смит выиграл чемпионат мира по дартсу (PDC)[11].
  - Производитель электромобилей Tesla поставил на рынок за прошлый год рекордные 1,31 миллиона машин, что на 40 % превышает показатель за 2021 год, следует из отчетности компании[12].
  - Прокуратура Буркина-Фасо инициировало расследование инцидента с обнаружением 28 тел убитых из огнестрельного оружия мужчин; тела были обнаружены в последние дни минувшего года[13].
  - Американский автогонщик и шоумен, один из основателей компании DC Shoes Кен Блок погиб в результате аварии со снегоходом[14].
  - По меньшей мере 18 человек получили травмы в результате того, что внедорожник врезался в спортивный бар на Манхэттене[15].
  - В проливе Дарданеллы второй день подряд вводится ограничение движения судов из-за тумана[16].

- 4 января
  - В Сомали в городе Махас из-за двух взрывов двух заминированных внедорожников погибли по меньшей мере 35 человек[17].
  - В Чехии из-за вспышки птичьего гриппа уничтожению подлежат 742 тысячи кур, это составляет 15 % всех кур-несушек в сельскохозяйственной отрасли этой страны[18].
  - Министерство иностранных дел Германии официально отклонило требование Польши о компенсации за Вторую мировую войну[19].

- 5 января
  - В Париже проходят забастовки медиков, требующих увеличения оплаты труда[20].
  - В американском штате Юта обнаружены тела 8 человек, все они были застрелены, но преступник сумел скрыться с места происшествия; местные власти начали поиск совершившего массовое убийство человека. В числе убитых 5 детей и 3 взрослых[21].

- 6 января
  - Еврокомиссия официально объявила о выборе в качестве европейских столиц культуры 2023 года городов Элефсис (Греция), Тимишоара (Румыния) и Веспрем (Венгрия)[22].
  - Норвежский прыгун на лыжах с трамплина Халвор Эгнер Гранеруд стал победителем Турне четырёх трамплинов 2022/23, выиграв 3 из 4 этапов. Представитель Норвегии выиграл Турне впервые за 16 лет[23].
  - В норвежском Хамаре начался чемпионат Европы по конькобежному спорту, будут разыграны медали в классическом и спринтерском многоборьях[24].
  - Исследователи из Брукхейвенской национальной лаборатории сообщили об открытии ранее неизвестного вида квантовой запутанности. В экспериментах на Релятивистском коллайдере тяжелых ионов ученые впервые наблюдали квантовую интерференцию между разнородными частицами. Это открытие поможет картировать распределение глюонов (безмассовых элементарных частиц) внутри атомного ядра.[25].
  - Cambridge Archaeological Journal[англ.]: Ученые Даремского университета смогли расшифровать древние наскальные рисунки[26]. Прибегнув к статистическому анализу, специалисты из Даремского университета (Великобритания) смогли определить корреляцию между месяцами и днями в перемещениях животных. А символ «Y», как оказалось, означал рождение.

- 7 января
  - В Мехико столкнулись два поезда в метро, в результате чего пострадали 57 человек[27].
  - В Японии из-за вынужденной посадки самолёта после сообщения о наличии взрывного устройства на борту в аэропорту Тюбу было отменено 63 рейса, ещё 4 самолёта сели в другой воздушной гавани[28].
  - Глава компании Baykar (производитель беспилотников Bayraktar) заявил о том, что турецкая сторона сохраняет возможность при необходимости вмешаться в управление своих БПЛА даже после их продажи новым владельцам[29].

- 8 января
  - 40 человек погибли и более 80 пострадали в результате ДТП с участием двух автобусов недалеко от сенегальского города Кафрин. В стране объявлен трёхдневный траур[30].
  - В Бразилии сторонники бывшего президента Жаира Болсонару — политика правых взглядов, проигравшего выборы осенью 2022 года, — ворвались в Национальный конгресс Бразилии, президентский дворец и Верховный суд страны[31]. События в Бразилии сравнивают со штурмом Капитолия в январе 2021 года, который предприняли сторонники Дональда Трампа, проигравшего выборы в США в конце 2020 года[32].
  - Не меньше 17 человек погибли в ДТП в провинции Цзянси в Китае, ещё 22 человека пострадали[33].

- 9 января
  - В ходе антиправительственных протестов в Перу погибли 17 человек, ещё 68 получили ранения[34].
  - Рекордсмен сборной Уэльса по футболу по сыгранным матчам и забитым мячам (111 матчей и 41 гол) Гарет Бейл объявил об уходе из футбола в возрасте 33 лет[35].
  - В Ненецком автономном округе самолёт Ан-2, выполнявший рейс Нарьян-Мар — Каратайка — Варандей — Нарьян-Мар, совершил жёсткую посадку, в результате чего погибли 2 человека. Причиной инцидента стало обледенение самолёта[36][37].
  - Ракета-носитель «Церера-1» частной китайской аэрокосмической компании Galactic Energy[англ.] успешно вывела с космодрома Цзюцюань во Внутренней Монголии на околоземную орбиту пять спутников для различных целей[38].
  - В Калифорнии объявлен режим ЧС из-за обрушившегося на штат шторма; по текущим данным, в результате стихийного бедствия погибли по меньшей мере 12 человек, что уже больше, чем число жертв от летних пожаров за последние два года[39].
  - С площадки № 201 космодрома Вэньчан выполнен пуск ракеты-носителя «Чанчжэн-7А» (Y4) с тремя исследовательскими спутниками, космические аппараты «Шицзянь-23», «Шиянь-22А» и «Шиянь-22В» выведены на заданные орбиты[40].
  - Польские учёные во главе с Магдаленой Винкель из Университета имени Адама Мицкевича проанализировали в лаборатории, а также с помощью компьютерного моделирования, как биологически активные соединения из группы гликоалкалоидов взаимодействуют с раковыми клетками. Исследователи пришли к выводу, что противоопухолевым потенциалом обладают пять гликоалкалоидов, содержащихся в неочищенных экстрактах плодов паслёновых, — соланин, чаконин, соласонин[англ.], соламаргин и томатин[41].
  - В Румынии зафиксировали первые 2 случая заражения штаммом COVID-19 «кракен». По мнению экспертов Института Матея Балша, «кракен» уникален только генетически, а клинически он практически неотличим от других штаммов омикрона. Ранее стало известно, что новая мутация коронавируса XBB.1.5 обладает большей заразностью по сравнению со своими предшественниками. Европейцам посоветовали приготовиться к распространению нового штамма. Известно, что он уже активно распространиться на территории США и в некоторых странах ЕС.[42]. В России «кракен» пока не отмечен.

- 10 января
  - Президент Украины Владимир Зеленский на основании «материалов, подготовленных СБУ и Государственной миграционной службой» лишил гражданства Украины политиков Виктора Медведчука, Андрея Деркача, Тараса Козака и Рената Кузьмина[43][44].
  - Калифорнийская аэрокосмическая компания Virgin Orbit осуществила запуск на орбиту ракеты LauncherOne с территории Великобритании, ракета стартовала с модифицированного Boeing под названием Cosmic Girl («Космическая девочка»), однако не смогла выйти на орбиту[45].
  - Старейшая фабрика фарфора в Польше, Krzysztof в Валбжихе, вынужденно прекращает работу из-за банкротства[46].
  - Исследователи из Тяньцзиньского университета обнаружили в Великой Китайской стене 130 потайных проходов[47].

- 11 января
  - В 9 городах Польши и Швеции начался чемпионат мира по гандболу среди мужчин[англ.], который будет проходить до 29 января. В турнире принимают участие 32 сборные[48].
  - Вторжение России на Украину: министр обороны России Сергей Шойгу назначил начальника Генштаба генерала армии Валерия Герасимова командующим объединённой группировкой войск на Украине. Прежний командующий генерал армии Сергей Суровикин, находившийся на этой должности с 8 октября 2022 года, стал одним из заместителей Герасимова. Двумя другими заместителями стали генерал армии Олег Салюков и генерал-полковник Алексей Ким[49][50].
  - Грузовик чешского автогонщика Алеша Лопрайса в ходе ралли «Дакар» наехал на зрителя; мужчина скончался от полученных травм во время эвакуации с места происшествия. Лопрайс, лидировавший в зачёте грузовиков, снялся с гонки для участия в расследовании инцидента[51][52].
  - Движение Black Lives Matter призвало распустить полицию в США, заявление было опубликовано к 9 января, когда в США отмечается День уважения сотрудников правопорядка[53].
  - В возрасте 82 лет скончался последний король Греции Константин II[54].
  - Гибриды сельскохозкультур первого поколения нередко оказываются крупнее и производительнее родительских видов за счет гетерозиса. Однако если скрестить между собой уже гибриды, их потомство будет значительно хуже. Поэтому фермеры, желающие получать со своего участка максимальный урожай, вынуждены каждый год закупать у производителей новые семена. Международной команде исследователей удалось заставить гибридный рис размножаться семенами, используя апомиксис (при котором новые семена развиваются исключительно из клеток родительского растения, без участия чужой пыльцы.). Чтобы повысить вероятность такого явления, международная группа исследователей отредактировала гены растения, отвечающие за половое размножение, «заставив» его размножаться бесполым путем, с участием только своего генетического материала. Это в будущем значительно удешевит производство новых растений и сделает их доступными для малообеспеченных фермеров.[55]

- 12 января
  - В Анталье произошёл сильный шторм, волны достигли высоты 5-6 метров, в регионе повалено множество деревьев[56].
  - Китайские учёные впервые клонировали коня для скачек. Рождённому в результате эксперимента жеребенку Чжуан Чжуану уже исполнилось семь месяцев, клетки для создания клона взяли у спортивного жеребца по кличке Урсус[57].
  - Международная группа учёных обнаружила ранее неизвестные мезоамериканские строения на побережье Мексиканского залива, на которых были найдены свидетельства более древнего происхождения календаря майя, чем считалось ранее[58].
  - Роспотребнадзор: В России в Пензенской области зафиксирован первый случай заражения вариантом коронавирусной инфекции XBB.1.5 («кракен»)[59]. В первую неделю 2023 года новый штамм был диагностирован в 28 странах Европы, в Африке и Новой Зеландии.

- 13 января
  - В Монголии парламент утвердил выдвинутую ранее президентом Ухнаагийном Хурэлсухом этой страны инициативу восстановить древнюю монгольскую столицу город Каракорум[60].
- 14 января
  - Вторжение России на Украину: Россия опять нанесла ракетный удар по Киевской, Винницкой, Харьковской, Николаевской и Запорожской областях Украины. В Днепре разрушен жилой дом где погибло минимум 40 человек, включая детей и подростков.

- 15 января
  - В Саудовской Аравии завершился 45-й ралли-рейд «Дакар». В зачёте мотоциклов победу одержал аргентинец Кевин Бенавидес на KTM, выигравший у второго призёра 43 секунды после 5000 км спецучастков[61].
  - 72 человека погибли в авиакатастрофе в Непале[62].
  - По меньшей мере 15 человек погибли, более 50 получили ранения в результате двойного теракта в двух городах региона Хиран в центральной части Сомали[63].
  - В Корочанском районе Белгородской области 3 человека погибли, 13 пострадали после детонации боеприпасов в здании бывшего ДК на хуторе Тоненькое[64].
  - Ученые в Пекинском институте геномики (Beijing Genomics Institute, BGI Group[англ.]) открыли способ замедлить процесс старения. Как выяснили ученые вирус ERV (который был открыт учеными (Endogenous retrovirus[англ.]) вызывает регресс физический и мыслительный. Также стало известно, что чем старше человек, тем выше шанс, что вирус активизируется. Сейчас ученые экспериментируют над вирусом и низкомолекулярными препаратами. Ученые пытаются деактивировать вирус и тем самым замедлить процесс старения. Они считают, что открытие поможет более эффективно лечить такие болезни как: слабоумие, остеопороз и сердечно-сосудистые заболевания и другие[65].

- 16 января
  - В Давосе начался Всемирный экономический форум, который будет проходить до 20 января. Тема форума 2023 года — Cooperation in a Fragmented World[66][67].
  - На кортах «Мельбурн-Парка» стартовал Открытый чемпионат Австралии по теннису[68].
  - Министр обороны Германии Кристина Ламбрехт, занимавшая свой пост с декабря 2021 года, подала в отставку[69].
  - 19 человек погибли и более 20 пострадали в результате столкновения автобуса с грузовиком в сенегальской области Луга[70].
  - Ученые Астраханского государственного университета имени В. Н. Татищева обнаружили новый для науки, эндемичный вид растения Astragalus (названный Астрагал Гореловой (Astragalus gorelovae A. V. Pavlenko et A. Laktionov) в ходе полевых исследований древней горной системы Копетдаг, расположенной на границе Туркменистана, Ирана и Афганистана[71].

- 17 января
  - В Стамбуле во время строительных работ нашли древний саркофаг, возраст находки около 2000 лет[72].
  - Нефтяной танкер Smooth Sea 22 загорелся и взорвался на реке Мэклонг в Таиланде, 8 рабочих с судна считаются пропавшими без вести[73].
  - Население Китая сократилось впервые за 60 лет, численность жителей этой страны упала на 850 тысяч человек за год[74].

- 18 января
  - Форвард клуба «Тампа-Бэй Лайтнинг» Стивен Стэмкос стал 47-м хоккеистом в истории НХЛ, забросившим 500 шайб в матчах регулярных сезонов[75].
  - В городе Бровары (Киевская область) между детским садом и жилым домом разбился вертолёт AS 332 Super Puma, перевозивший высшее руководство МВД Украины. Погибли 14 человек, в том числе 4 на земле, 25 пострадали[76].
  - В Калининградской области был найден янтарь с застывшим в нем цветком, возраст растения составляет около 38 миллионов лет[77].
  - В Санкт-Петербурге отметили 80-летие прорыва блокады города[78].
  - Индия впервые обогнала Китай по численности населения — 1,423 млрд человек, что на 5 млн больше, чем в Китае[79].

- 19 января
  - Во Франции началась всеобщая забастовка вызвана пенсионной реформой[80].
  - В Индии обнаружили большое количество окаменелых яиц[англ.] динозавров; 256 окаменелых яиц были найдены по 92 кладкам в формации Ламента, расположенной в долине Нармада в центральной Индии[81].

- 20 января
  - Министерство юстиции России внесло в реестр иностранных агентов Елизавету Гырдымову (певица Монеточка), руководителя проекта «Gulagu.net» Владимира Осечкина, А. М. Устимова, В. М. Харченко, И. Х. Яганова, а также проект для трансгендерных людей и их близких «T9 NSK»[82].
  - В Сербии в муниципалитете Жагубица обнаружено крупное месторождение золота[83].
  - В Австралии обнаружена крупнейшая в мире жаба весом 2,7 кг[84].

- 21 января
  - Роскомнадзор: Telegram признан иностранным мессенджером, поэтому ряду организаций в РФ будет запрещено использовать Telegram для передачи платежных документов и персональных данных при предоставлении услуг[85][86].

- 22 января
  - В США произошла стрельба в Монтерей-Парке (Калифорния) во время празднования китайского Нового года; погибли по меньшей мере 10 человек, ещё как минимум 10 человек пострадали[84].
  - В степном заповеднике «Оренбургский» обнаружен и подтверждён новый вид пауков; он получил название Sakarum Nemkovi в честь сотрудника, предоставившего материалы о виде[87].
  - В Басманном райсуде Москвы начался процесс по уголовному делу в отношении коммерсанта Дениса Пащенко, обвиняемого в растрате из Межтопэнергобанка 4 млрд руб[88]. Уголовное дело об особо крупной растрате (ч. 4 ст. 160 УК РФ).
  - Европол совместно с испанской полицией арестовал 27 человек, причастных к организации трех табачных фабрик в Логроньо, Валенсии и Севилье на территории Испании. Их подозревают в организации преступной схемы по нелегальному трудоустройству украинских беженцев и контрабанде табака. При обысках правоохранители изъяли 10 тонн табачных листьев и 3,5 млн пачек сигарет общей стоимостью €37,5 млн (2,7 млрд руб.)[89]
  - Международный консорциум ученых обнаружил новое генетическое заболевание, которое вызывает иммунодефицит и повышенную восприимчивость к оппортунистическим инфекциям, включая опасную для жизни грибковую пневмонию[90]. В данном случае изучалась мутация в гене белка IRF4, транскрипционного фактора, который играет ключевую роль в развитии и функционировании лейкоцитов В и Т, а также других иммунных клеток.

- 23 января
  - 43-я ежегодная антипремия «Золотая малина» опубликовала список номинантов за 2022 год[91].
  - В столице Эквадора Кито впервые запустили метро[92].

- 24 января
  - Объявлены номинанты на премию «Оскар»[93][94].
  - 27-летняя американская горнолыжница Микаэла Шиффрин установила рекорд по количеству выигранных этапов в истории женского Кубка мира (83), превзойдя достижение Линдси Вонн, установленное в 2015 году[95].
  - Крупный айсберг откололся от шельфа Бранта в Антарктиде; его размеры сравнивают с площадью британской столицы Лондона[96]
  - Египетские археологи впервые просветили мумию «золотого мальчика», найденную в начале XX века, при помощи компьютерного томографа, что помогло им обнаружить внутри нее 49 амулетов-оберегов, изготовленных из различных драгоценных материалов[97].
  - Китайские геологи И Яна и Сяодун Суна провели исследование, в ходе которого анализировали сейсмические волны, образованные от землетрясений и выяснили, что в последнее 10 лет внутреннее ядро Земли практически перестало вращаться. Также ученые предположили, что оно начинает вращаться в другую сторону[98]. Эксперты пришли к выводу, что оно вращается относительно поверхности Земли вперед и назад, «как качели». При этом 1 цикл колебания составляет около 70 лет, то есть оно меняет направление примерно каждые 35 лет. Согласно предварительным оценкам, следующий «разворот» произойдет в середине 2040-х годов[99].

- 25 января
  - Международная группа учёных под руководством археологов из Университета Центрального Ланкашира (UCLan), обнаружила в пещере Хининг Вуд[англ.] самые ранние человеческие останки, когда-либо найденные на севере Великобритании, их возраст около 11 000 лет (мезолит)[100]
  - 9 человек погибли в ДТП при столкновении микроавтобуса с грузовиком на трассе Калуга — Тула — Михайлов — Рязань в Тульской области[101].
  - Мосгорсуд удовлетворил иск Минюста РФ против «Московской Хельсинкской группы» о ликвидации организации[102]. Сторона, несогласная с решением, вправе подать апелляционную жалобу.
  - Учёные американского Технологического университета Виргинии (VT) обнаружили в национальном парке Петрифайд-Форест (штат Аризона) отпечатки тел самых древних безногих беспозвоночных вида Funcusvermis gilmorei, обитавших на Земле примерно 220 млн лет назад, в конце триасовой эры. Это открытие отодвигает время появления безногих амфибий примерно на 35 млн лет в прошлое (журнал Nature)[103]
  - Специалисты из Калифорнийского университета в Лос-Анджелесе впервые синтезировали в лаборатории молекулу, способную бороться с болезнью Паркинсона, которая первоначально была найдена в морской губке (журнал Science)[104][105].

- 26 января
  - Организаторы антипремии «Золотая малина» принесли извинения 12-летней актрисе Райан Кире Армстронг, которая была номинирована на «Худшую женскую роль»; извинившийся основатель премии Джон Уилсон сообщил о том, что в дальнейшем актёров младше 18 лет не будут номинировать на премию[106].
  - Ученые из Университета Восточной Англии разгадали 80-летнюю медицинскую загадку, связанную с причиной повреждения почек у детей, которое может привести к летальному исходу у младенцев (журнал Journal of Bone and Mineral Research). Люди, страдающие этим заболеванием, не могут правильно усваивать витамин D, что вызывает накопление кальция в крови и приводит к повреждению почек и образованию камней в них. Последние исследования показали, что заболевание, которое теперь известно как детская гиперкальциемия типа 1 (или, кратко, HCINF1), вызывается мутацией в гене CYP24A1 . Однако примерно 10 % пациентов, испытывающих эти симптомы, не имеют генетической мутации. Выяснилось, что физическая форма гена CYP24A1 у этих явных пациентов с HCINF1 была аномальной. Это говорит нам о том, что правильная физическая форма гена также очень важна для регуляции гена — и именно поэтому некоторые люди жили с HCINF1, но без точного диагноза[107].
  - По меньшей мере 12 детей в возрасте от 1 до 8 лет умерли за последние 2 месяца в деревне Кпо-Каханкро центральной части Кот-д’Ивуара от неустановленной болезни[108].
  - Министерство юстиции США сообщило о ликвидации хакерской группировки Hive с жертвами по всему миру. По данным ведомства, сотрудники ФБР проникли в компьютерные сети группировки, перехватили их ключи дешифрования и передали их жертвам хакеров по всему миру, предотвратив тем самым необходимость выплат 130 млн долларов в виде выкупа. Отмечается, что с июня 2021 года целью группировки стали свыше 1500 жертв по всему миру, за это время она получила более 100 млн долларов в виде выкупов[109].
  - ВОЗ: смертность от коронавируса в мире за месяц выросла на 13 %: с 26 декабря по 22 января коронавирусом заразилось более 11 млн человек, более 55 тыс. погибли[110].
  - Ученые из Университета Окленда обнаружили, что препарат алпелисиб может на 10 % увеличить продолжительность жизни. Пока ученые, несмотря на успехи в исследованиях, относятся с осторожностью к новому препарату и не спешат его тестировать на людях[111].

- 27 января
  - В результате вооружённого нападения на посольство Азербайджана в Иране погиб 1 человек, ещё 2 получили ранения[112].
  - Расстрел людей в Иерусалиме. У синагоги в еврейском районе Неве-Яаков[англ.] в Восточном Иерусалиме погибли 7 человек, 10 получили ранения. Нападение на синагогу в Восточном Иерусалиме произошло на фоне начавшегося обострения напряженности в палестино-израильском конфликте. В четверг израильские силовики провели масштабную спецоперацию в городе Дженин на Западном берегу реки Иордан, целью которой были боевики радикальной организации «Палестинский исламский джихад», готовившие теракты в Израиле. В ходе рейда погибли, по разным данным, от 6 до 11 палестинцев[113].
  - Минюст России включил в реестр иноагентов музыканта и основателя группы Little Big, а также официального представителя далай-ламы XIV Эрдни Омбадыкова, журналиста Фиделя Агумаву, активистку Дарью Серенко[114].

- 28 января
  - В Финляндии завершился чемпионат Европы по фигурному катанию. 2 из 4 золотых медалей выиграли итальянские фигуристы[115].
  - Арина Соболенко выиграла Открытый чемпионат Австралии по теннису[116].
  - Во втором туре президентских выборов в Чехии победил генерал Петр Павел[117].
  - Минобороны РФ: в Новоайдаре (ЛНР) при обстреле ВСУ из РСЗО HIMARS здания райбольницы погибли 14 человек, еще 24 пострадали[118].
  - Землетрясение в Иране. Число пострадавших достигло 973 человек[119].

- 29 января
  - Мужская сборная Дании по гандболу третий раз подряд выиграла чемпионат мира[англ.], победив в финале команду Франции. Третье место заняла сборная Испании[120].
  - Серб Новак Джокович 10-й раз в карьере выиграл Открытый чемпионат Австралии по теннису и с 30 января возглавил мировой рейтинг[121].
  - В Тунисе прошёл второй тур досрочных парламентских выборов (первый состоялся 17 декабря 2022 года)[122].
  - Серия взрывов на объектах военной инфраструктуры в Иране. Местные власти подтверждают взрывы на заводе по производству боеприпасов в Исфахане. Иранские СМИ сообщали об атаках беспилотников на военные объекты в иранских городах Тебриз, Хамадан, Кередж, Решт и по авиабазе в городе Дизфуль на западе Ирана. Израильские информационные агентства сообщили о взрывах в 5 провинциях Ирана: Западный Азербайджан (Хой), Восточный Азербайджан (Азершехр), Карадж, Исфахан и Хамадан[123].
  - Не менее 40 человек погибли в результате падения пассажирского автобуса в пропасть в пакистанской провинции Белуджистан, всего в автобусе в момент аварии было 48 человек[124].

- 30 января
  - Теракт в шиитской мечети в Пешаваре унёс жизни 84 человек, более 200 получили ранения.
  - В неандертальской пещере Куэва Дес-Кубьерта в Испании нашли коллекцию из 35 рогатых черепов[125].
  - Чемпион мира по фристайлу 2015 года американец Кайл Смейн погиб в Японии в результате схода лавины[126].
  - Киберспорт: завершился турнир DPC EEU Дивизиона I по Dota 2 для команд из Восточной Европы с призовым фондом 205 тысяч долларов США. 1-е и 2-е места заняли соответственно команды BetBoom Team[127] и Team Spirit[128].

- 31 января
  - XPeng X2 китайской компании XPeng стал первым управляемым человеком электрическим самолётом вертикального взлёта и посадки (eVTOL), получившим разрешение для полётов в Китае[129].
  - Исследователи проанализировали данные 800 тыс. пациентов из европейских биобанков и обнаружили не менее 22 ассоциаций между предыдущей госпитализацией из-за вирусной инфекции и диагнозом нейродегенеративного расстройства через 6-15 лет после заражения (деменция, болезнь Паркинсона, рассеянный склероз, болезнь Лу Герига и сосудистая деменция). 80 % воспроизведенных ассоциаций были вызваны нейротрофическими вирусами, которые проникают в ЦНС через нервы во внешней части мозга и в спинном мозге. Было обнаружено, что вакцины против гриппа, пневмонии и опоясывающего лишая уменьшают деменцию. Однако роль вакцин также требует дополнительных исследований для определения их эффективности (журнал Neuron)[130].